# David Edward Hughes
David Edward Hughes (16. května 1831 v Londýně – 22. ledna 1900, tamtéž) byl britsko-americký konstruktér a vynálezce. Upravil Morseův telegraf a uhlíkový mikrofon.

## Biografie
Jeho rodiče se v roce 1838 vystěhovali do Ameriky. Po ukončení základní školní docházky studoval hudbu a přírodní vědy. V roce 1850 získal v Kentucky místo jako učitel hudby, fyziky a mechaniky. Vedle této činnost prováděl rozsáhlý technický výzkum. Jako výsledek předvedl v roce 1855 veřejnosti telegraf, jehož výstupem, na rozdíl od Morseova telegrafu, byl přímo čitelný nekódovaný text. Ten byl vytištěn na papírovou pásku.
Jeho konstrukce byla natolik geniální, že tento telegraf se používal až do 20. století. Další jeho výzkumy vedly k vylepšení uhlíkového mikrofonu vynalezeného Thomasem Alva Edisonem. Svůj mikrofon předvedl veřejnosti v roce 1878.
Hughes svůj mikrofon nepatentoval a umožnil tak jeho volné používání. Byla po něm nazvána cena (Hughesova medaile) za objevy ve fyzikálních přírodních vědách, zvláště elektřině a magnetismu nebo jejich aplikacích, kterou uděluje Královská společnost v Londýně.
David Edward Hughes zemřel 22. ledna 1900 v Londýně ve věku 68 let.